# Левый Сунзас
Левый Сунзас — река в России, протекает по Таштагольскому и Междуреченскому районам Кемеровской области. Устье реки находится в 16 км от устья реки Базас по правому берегу. Длина реки составляет 21 км. В 5 км от устья, по правому берегу впадает река Пистек.

## Данные водного реестра
По данным государственного водного реестра России относится к Верхнеобскому бассейновому округу, водохозяйственный участок реки — Томь от истока до города Новокузнецк, без реки Кондома, речной подбассейн реки — Томь. Речной бассейн реки — (Верхняя) Обь до впадения Иртыша.